# Alice La Mazière
Alice La Mazière, geborene Alice Kühn, formell Alice Lamazière (* 4. Januar 1880 in Paris; † 27. Februar 1962 in Paris) war eine französische Journalistin und Schriftstellerin und eine sozialistische und feministische Aktivistin.

## Leben

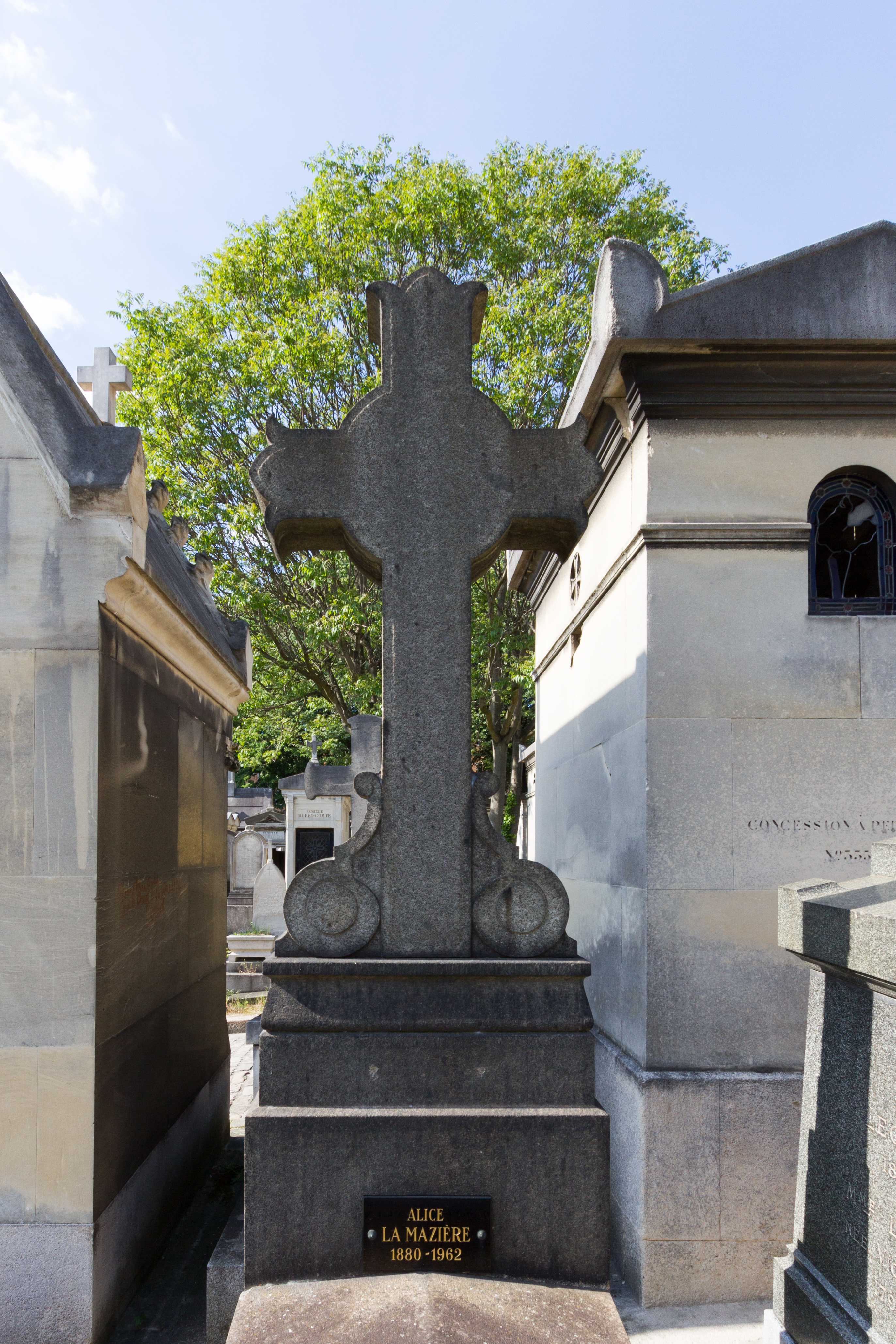
Grab von Alice La Mazière auf dem Père Lachaise

Alice Kühn wurde 1880 in Paris als Tochter des Kaufmanns Sigismond Kühn und seiner Frau Betty Levysohn geboren. 1907 heiratete sie den Publizisten Pierre Paul Lamazière, der später unter dem Namen Pierre La Mazière als Journalist und Romanautor tätig war. Sie starb am 27. Februar 1962 und ist auf dem Friedhof Père-Lachaise begraben (siehe Bild). Sie wurde als Ritter der Ehrenlegion ausgezeichnet.

### Schriftstellerisches Werk und Journalismus
Alice La Mazière begann ihre Karriere als Journalistin während des Ersten Weltkriegs: ein erster Artikel über Frauen, die in der Sortierung der von der Front zurückgebrachten Gegenstände arbeiteten, wurde in der Revue de Paris veröffentlicht und später als Pamphlet neu aufgelegt. Sie war Journalistin bei der Zeitung La Fronde, der ersten Zeitung Frankreichs, die vollständig von Frauen entworfen und geleitet wurde.
Sie reiste viel und berichtete über gesellschaftliche Themen in verschiedenen Ländern. 1932 veröffentlichte sie ein Buch über Marokko, 1933 ein Buch über das Spanien nach Sieg der Republikaner bei den Kommunalwahlen. En Tchécoslovaquie hier et aujourd’hui (In der Tschechoslowakei gestern und heute) erschien 1938. In Verbindung mit ihrem feministischen Engagement befasste sie sich regelmäßig mit dem Thema Frauen am Arbeitsplatz. So finden sich beispielsweise 1945 zwei Artikel in Le Monde zum Thema Frauen in der Armee: der erste über das amerikanische Women’s Army Corps, der zweite über die britische Women’s Auxiliary Air Force.
Wie andere Journalistinnen in dieser Zeit musste sie mit spezifischen Hindernissen leben. Mary Lynn Stewart stellte fest, dass Alice La Mazières Berichte über Kinderzuchthäuser, der zwischen April und August 1925 in L’Ère nouvelle unter dem Titel L’Enfance malheureuse (Unglückliche Kindheit) veröffentlicht wurde, weniger erfolgreich war als der Bericht von Louis Roubaud über das gleiche Thema - was neben anderen Ursachen auch am Geschlecht lag. Als Frau erhielt La Mazière oft keinen Zugang zu bestimmten Elementen: Ein Richter verweigerte ihr beispielsweise den Zugang zu Gerichtsverhandlungen mit der Begründung, dass dies „eine weibliche Sensibilität“ schockieren könnte. Ebenso wurde sie trotz ihrer zahlreichen Feldforschungen in Frankreich und im Ausland nicht als große Reporterin anerkannt.

### Aktivismus
Alice La Mazière war Mitglied der Union française pour le suffrage des femmes (Französische Union für das Frauenstimmrecht) und auch Aktivistin der Section française de l’Internationale ouvrière (SFIO). Sie kandidierte als Kandidatin der SFIO bei den Kommunalwahlen am 30. November 1919 im 9. Arrondissement von Paris, obwohl Frauen damals noch nicht wählbar waren. Dies war ein Vorgeschmack auf die Vorgehensweise mehrerer kommunistischer Frauen bei den Kommunalwahlen von 1925.
Im Jahr 1920 war sie Vizepräsidentin der Pariser Gruppe der Union Française pour le Suffrage des Femmes und nahm am achten Kongress der Internationalen Allianz für die Gleichberechtigung der Frauen in Genf teil. Sie war auch an der Gründung des Soroptimist-Clubs von Paris beteiligt, der 1924 von Suzanne Noël gegründet wurde und dessen Vorsitzende sie bis 1926 war.
Im Gegensatz zu einigen Sozialisten und Kommunisten dieser Zeit war sie nicht gegen den französischen Kolonialismus und ihre Berichte über die Kolonien betonten die Fortschritte, die Frankreich in den Kolonien gemacht habe. In Marokko beispielsweise betonte sie die positiven Auswirkungen der französischen Maßnahmen im Bereich der Hygiene und Bildung auf die marokkanischen Frauen. Obwohl sie die marokkanischen Frauen in das Ideal der Emanzipation einbezieht, vertritt sie auch einen Diskurs, der sie als minderwertig darstellt, insbesondere indem sie sich auf ihre Sexualität bezieht und die Stereotypen des Harems aus dem 19. Jahrhundert reproduziert. Sie schrieb zum Beispiel: „Promiskuität bringt Laster hervor. In Marokko gibt es viele Invertierte und Lesben, deren Praktiken niemanden schockieren können.“

## Werke
- mit Suzanne Grinberg: Carrières féminines nouvelles écoles, nouveaux métiers, nouvelles professions. Larousse, 1917 (bnf.fr).
- Sauvons les bébés. Chiron, 1920.
- Le Maroc secret. Baudinière, 1932.
- Nouvelle Espagne. Baudinière, 1933.
- En Tchécoslovaquie hier et aujourd’hui. Fasquelle, 1938 (Digitalisat auf Gallica).
- Die besten Arbeiten der europäischen Friedenspreise (Vorwort). Deutscher Friedenspreis, 1924 (d-nb.info).